# San Giorgio in Alga
San Giorgio in Alga je otok u Venecijanskoj laguni, između otoka Giudecce i luke Marghera od oko 0,013 km² površine. 
Na otoku je već oko 1000. godine bio smješten benediktinski samostan, Nakon toga 1397. godine tu je ustanovljen augustinski samostan u kojem su odgojeni dvoje papa; Eugen IV. i Grgur XII.
Početkom 1717. godine, desio se veliki požar u kojem je izgorio veći dio samostana, nakon tog je počelo napuštanje otoka.
Od 1799. godine tu je bio zatvor za političke osuđenike, koji je napušten u Drugom svjetskom ratu je potpuno napušten. Danas je otok u vlasništvu Grada Venecije. 
Otok je bio korišten 1944. godine kao tajna baza za uvježbavanje njemačkih ronioca za polaganje mina.